# Spider-Man (bande originale)
Pour les articles homonymes, voir Spider-Man (homonymie).
Ne doit pas être confondu avec Spider-Man (album).
Albums de Danny Elfman
La Planète des singes
(2001) Men in Black 2
(2002)
Bandes originales de Spider-Man
Music From and Inspired by Spider-Man
(2002) Spider-Man 2
(2004)
Spider-Man - Original Motion Picture Score est la bande originale, composée par Danny Elfman, du film Spider-Man de Sam Raimi sorti en 2002.

## Liste des titres
| 1.    | Main Title                      | 3:31 |
| 2.    | Transformations                 | 3:31 |
| 3.    | Costume Montage                 | 1:19 |
| 4.    | Revenge                         | 6:13 |
| 5.    | First Web                       | 0:56 |
| 6.    | Something's Different           | 1:17 |
| 7.    | City Montage                    | 1:50 |
| 8.    | Alone                           | 1:37 |
| 9.    | Parade Attack                   | 3:54 |
| 10.   | Spider-Man Fights Into Reaction | 1:32 |
| 11.   | Revelation                      | 2:32 |
| 12.   | Spider-Man Into The Combination | 3:22 |
| 13.   | Final Confrontation             | 7:19 |
| 14.   | Farewell                        | 3:11 |
| 15.   | End Credits                     | 1:54 |
| 44:45 |                                 |      |

## Musiques additionnelles
- On entend aussi durant le film, trois morceaux[1], qui ne sont, ni repris sur cet album, ni sur l'album Spider-Man - Music From and Inspired by. Il s'agit de :
  - Panorama
    - Écrit par Jan Novak, Fras Milan et Dejan Knez
    - Interprété par "Laibach"
    - Avec l'aimable autorisation de "Cherry Red Records"

  - Jimmy Shaker Day
    - Écrit par Thomas Flowers, Doug Eldridge et Ric Ivanisevich
    - Interprété par "Oleander"
    - Avec l'aimable autorisation de "Republic/Universal Records"
    - Sous licence Universal Music Enterprises

  - Itsy Bitsy Spider
    - Traditional